# Astuga
Astuga (occità) o Astugue (francès) és un municipi francès al departament dels Alts Pirineus (regió d'Occitània). Limita al sud amb Trebons i Labassèra, a l'oest amb Nulh, Aussun eths Angles, i Arrajon era Hita, al nord amb Aurinclas i Locrup i a l'est amb Montgalhard.
| 1962                                       | 1968 | 1975 | 1982 | 1990 | 1999 | 2007 |
| ------------------------------------------ | ---- | ---- | ---- | ---- | ---- | ---- |
| 194                                        | 225  | 185  | 171  | 204  | 219  | 312  |
| Des de 1962: població sense dobles comptes |      |      |      |      |      |      |